# Рейта, Антон-Мария
Антон-Мария Рейта (Anton-Maria Schyrlaeus, по месту рождения прозванный Rheita, 1597—1660) — чешский астроном, оптик и профессор богословия. Первым сконструировал так называемую земную зрительную трубу, был автором нескольких конструкций подзорных труб и телескопов, в том числе бинокулярного телескопа — предшественника биноклей. В своём сочинении «Oculus Enoch et Eliae» (1645) впервые предложил названия объектива и окуляра, вошедшие с тех пор во всеобщее употребление. К этому сочинению приложена была одна из первых карт Луны.
Предложил назвать одно из созвездий южного полушария «Плат Вероники».

## Эпонимы
В его честь названы долина и кратер на Луне.